# Сюзън Кайл
Сюзън Кайл (на английски: Susan Kyle), родена Сюзън Елоиз Спит (на английски: Susan Eloise Spaeth) е американска журналистка и популярна писателка на бестселъри в жанра романс, романтичен трилър и научна фантастика. Пише произведенията си под псевдонимите Даяна Палмър (на английски: Diana Palmer), Сюзан С. Кайл (на английски: Susan S. Kyle), Даяна Блейн (на английски: Diana Blayne) и Кейти Кюри (на английски: Katy Currie).

## Биография и творчество
Сюзън Кайл е родена на 12 декември 1946 г. в Кътбърт, Джорджия, САЩ, и е най-възрастната дъщеря на Уилям Олин, професор в колеж, и Маги Елоиз Спит, медицинска сестра и журналист. Майка и е била част от фиминисткото движение много преди то да стане модерно. Сюзън израства с четене на Зейн Грей и друга романтична литература, запленена от легендите за каубоите и образите на смели жени. Завършва гимназия през 1964 г. в Чамбли, Джорджия. Семейството ѝ се премества в Корнелия, Джорджия, през 1965 година.
Сюзън започва през 1969 г. работа като репортер на „Таймс“ в Гейнсвил, Джорджия, и продължава като областен кореспондент до 1984 г. От 1972 г. до 1982 г. работи и към рекламната агенция „Три-каунти“ в Кларксвил. Била е член на борда на директорите за окръг Хабершам на Американската сърдечна асоциация от края на 70-те до началото на 80-те.
Сюзън се омъжва на 9 октомври 1972 г. за Джеймс Едуард Кайл, компютърен консултант. Имат син Блейн Кайл роден през 1980 г.
Едновременно с работата си на журналист решава да пише романи и да изпълни младежката си мечта. След дълга и упорита работа, и търсене на издател, първият и романс излиза през 1979 г. под псевдонима Даяна Палмър. Оттогава тя е една от най-плодовитите писателки на Америка с над 100 романа.
През 1991 г. на 45 г. Сюзън се връща в колежа „Пиемонт“ в Деморест, Джорджия, който завършва през 1995 г. с пълно отличие и бакалавърска степен по история с допълнителни специалности по археология и испански. Продължава магистърската си степен в Калифорнийския държавен университет по история на индианците.
Книгите на Сюзън Кайл са издадени в над 40 милиона екземпляра по целия свят. През 1998 г. романът ѝ „Diamond Girl“ е филмиран в едноименния филм с участието на Джонатан Кейк и Джоли Колинс.
Сюзън Кайл живее в Корнелия, Джорджия. Обича да се занимава с градинарство, плетива, астрономия и с домашните любимци. Обича да чете писмата на своите почитатели.

## Произведения

### Като Даяна Палмър

#### Самостоятелни романи
- Now and Forever (1979)
- If Winter Comes (1979)
- At Winter's End (1979)
- Bound by a Promise (1980)
- Dream's End (1980)
- Love on Trial (1980)
- Storm Over the Lake (1980)
- Sweet Enemy (1980)
- To Have and to Hold (1980)
- To Love and to Cherish (1980)
- September Morning (1982)
- Fire and Ice (1983)
- Завръщане, Snow Kisses (1983)
- Diamond Girl (1983)
- Heart of Ice (1984)
- The Rawhide Man (1984)
- Lady Love (1984)
- Чужда жена, Roomful of Roses (1984)
- Cattleman's Choice (1985)
- Love By Proxy (1985)
- The Australian (1985)
- Звезден прах, After the Music (1986)
- Шампанско за закуска, Champagne Girl (1986)
- Eye of the Tiger (1986)
- Омагьосани от любов, Loveplay (1986)
- Betrayed by Love (1987)
- The Humbug Man (1987)
- Woman Hater (1988)
- Любов в Аризона, Miss Greenhorn (1990)
- Пръстенът на Нелсън, Nelson's Brand (1991)
- Втори шанс, The Best Is Yet to Come (1991)
- Trilby (1992)
- Calamity Moon (1993)
- Amelia (1993)
- Nora (1994)
- Noelle (1995)
- That Burke Man (1995)
- Anabelle's Legacy (1996)
- The Patient Nurse (1997)
- Magnolia (1997)
- Mystery Man (1997)
- The Savage Heart (1997)
- The Bride Who Was Stolen (1998)
- Beloved (1999)
- The Eye of the Tiger (2001)
- Garden Cop (2002)
- The Marrying Kind (2003)
- Before Sunrise (2005)
- Fearless (2008)
- Miss Greenhorn (2009)
- Innocence Protected (2010)
- Courageous (2012)
- The Rancher (2012)
- Rough Diamonds (2013)
- Christmas with the Rancher (2013)
- Invincible (2014)

#### Серия „Уайтхол“ (Whitehall)
1. The Cowboy and the Lady (1982)
2. Darling Enemy (1983)
3. Lacy (1991)

#### Серия „Приятели и любовници“ (Friends and Lovers)
1. Friends and Lovers (1983)
2. Яростна страст, Rage of Passion (1987)

#### Серия „Биг Спур, Тексас“ (Big Spur, Texas)
1. Heather's Song (1983)
2. Повече от всичко на света, Passion Flower (1985)

#### Серия „Войник на съдбата“ (Soldier of Fortune)
1. Soldier of Fortune (1985)
2. The Tender Stranger (1985)
3. Enamored (1988)
4. Mercenary's Woman (2000)
5. The Winter Soldier (2001)
6. The Last Mercenary (2001)

#### Серия „Кожа и дантела“ (Rawhide and Lace)
1. Rawhide and Lace (1986)
2. Unlikely lover (1986)

#### Серия „Блейк Донован“ (Blake Donovan)
1. Среща в Ямайка, Fit for a King (1987)
2. Прокудена любов, Reluctant Father (1989)

#### Серия „Високите тексасци“ (Long Tall Texans)
1. The Founding Father (2003)
2. Calhoun (1988)
3. Justin (1988)
4. Tyler (1989)
5. Sutton's Way (1989)
6. Ethan (1990)
7. Connal (1990)
8. Harden (1991)
9. Evan (1991)
10. Donavan (1992)
11. Emmet (1992)
12. Regan's Pride (1994)
13. That Burke Man (1995)
14. Redbird (1995)
15. Coltrain's Proposal (1996)
16. Paper Husband (1996)
17. A Long Tall Texan Summer (1997)
18. Christmas Cowboy (1997)
19. The Princess Bride (1998)
20. Beloved (1999)
21. Callaghan's Bride (1999)
22. Love with a Long, Tall Texan (1999)
23. Matt Caldwell: Texas Tycoon (2000)
24. A Man of Means (2002)
25. Lionhearted (2002)
26. Опасна клопка, Man in Control (2003)
27. Обречени на любов, Lawless (2003)
28. Cattleman's Pride (2004)
29. Renegade (2004), преиздаден като One Night in New York (2006)
30. Carrera's Bride (2003)
31. Boss Man (2005)
32. Outsider (2006)
33. Heartbreaker (2006)
34. Lawman (2007)
35. Winter Roses (2007)
36. Iron Cowboy (2008)
37. Heartless (2009)
38. The Maverick (2009)
39. Tough to tame (2010)
40. Dangerous (2010)
41. Merciless (2012)

#### Серия „Мъже на медицината“ (Men of Medicine Ridge)
1. The Wedding in White (2000)
2. Circle of Gold (2000)
3. Diamond in the Rough (2009)
4. Will of Steel (2010)

#### Серия „Сестрите Марист“ (Long Tall Texans)
1. Пагубен чар, His Girl Friday (1989)
2. Ловен инстинкт, Hunter (1990)

#### Серия „Делото на най-търсения“ (The Case of the Most Wanted)
1. Неотразимият детектив, The Case of the Mesmerizing Boss (1992)
2. The Case of the Confirmed Bachelor (1992)
3. The Case of the Missing Secretary (1992)

#### Серия „Нощ на любовта“ (Night of Love)
1. Незабравима нощ, Night of Love (1993)
2. Кралско съкровище, King's Ransom (1993)
3. Под прикритие, Secret Agent Man (1994)

#### Серия „Бащата на Маги“ (Maggie's Dad)
1. Maggie's Dad (1995)
2. Man of Ice (1996)

#### Серия „Хътън и приятели“ (Hutton & Co.)
1. Някога в Париж, Once in a Paris (1998)
2. Хартиена роза, Paper Rose (1999)
3. Lord of the Desert (2000)
4. The Texas Ranger (2001)
5. Desperado (2002)

#### Серия „Мъже от Уайоминг“ (Wyoming Men)
1. Wyoming Tough (2011)
2. Wyoming Fierce (2012)

#### Участие в съвместни серии романи

##### Серия „Любимци от Запада“ (Western Lovers)
- Heart of Ice (1984)

от серията има още 13 романа от различни автори

##### Серия „Мъже: Произведено в Америка 2“ (Men: Made in America 2)
13. Love by Proxy (1985)
от серията има още 49 романа от различни автори

##### Серия „Мъже на работа“ (Men At Work)
- Изумителна тайна, Hoodwinked (1989)

от серията има още 7 романа от различни автори

##### Серия „Монтана Маверик“ (Montana Mavericks)
- Rogue Stallion (1994)

от серията има още 55 романа от различни автори

##### Серия „Невероятни бащи“ (Fabulous Fathers)
- Mystery Man (1997)

от серията има още 40 романа от различни автори

##### Серия сборници новели „Нещо повече от думи“ (More Than Words)
1. More Than Words – „The Greatest Gift“ (2004) – с участието и на Сюзън Малъри, Карла Негъс, Бренда Новак и Емили Ричардс

от серията има още 4 сборника от различни автори

### Като Сюзан Кайл

#### Романи
- Диамантената шпора, Diamond Spur (1988)
- Нощна треска, Night Fever (1990)
- Истински цветове, True Colors (1991)
- Богата наследница, Escapade (1992)
- След полунощ, After Midnight (1993)
- Всичко, което блести, All that Glitters (1995)

#### Участие в съвместни серии романи

##### Серия „Lovestruck“ (Lovestruck!)
- Любовен плам, Fire Brand (1989)

от серията има още 5 романа от различни автори

### Като Сюзан С. Кайл
жанр научна фантастика, серията е довършена след 2008 г. под псевдонима Даяна Палмър

#### Серия „Батальон Моркай“ (The Morcai Battalion)
1. The Morcai Battalion (1980, 2008)
2. The Morcai Battalion: The Recruit (2009)
3. The Morcai Battalion: Invictus (2010)

### Като Даяна Блейн
След преиздаване са под псевдонима Даяна Палмър.

#### Романи
- A Waiting Game (1982)
- A Loving Arrangement (1983)
- White Sand, Wild Sea (1983)
- Dark Surrender (1984)
- Color Love Blue (1984), преиздаден като „Night of the unicorn“
- Denim and Lace (1986)
- Tangled Destinies (1986)

### Като Кейти Кюри

#### Романи
- Blind Promises (1984)